# ハンス・ソルトラップ
ハンス・ソルトラップ(Hans Tholstrup)はデンマーク出身の冒険家。

## 来歴
全長4.9 meters (16 feet)のボートでオーストラリア大陸を一周したり、最初期のソーラーカーであるQuiet Achieverでシドニーからパースまで4052kmを20日で走破して太陽光が車両の動力源として有用である事を実証した。1987年からはダーウィンからアデレードまで総延長3021kmを走破するワールド・ソーラー・チャレンジを開催、4回レースが開催された後、彼は開催権を南オーストラリア州に売却してリーダーをChris Selwoodに委ねた。